# Albero a camme

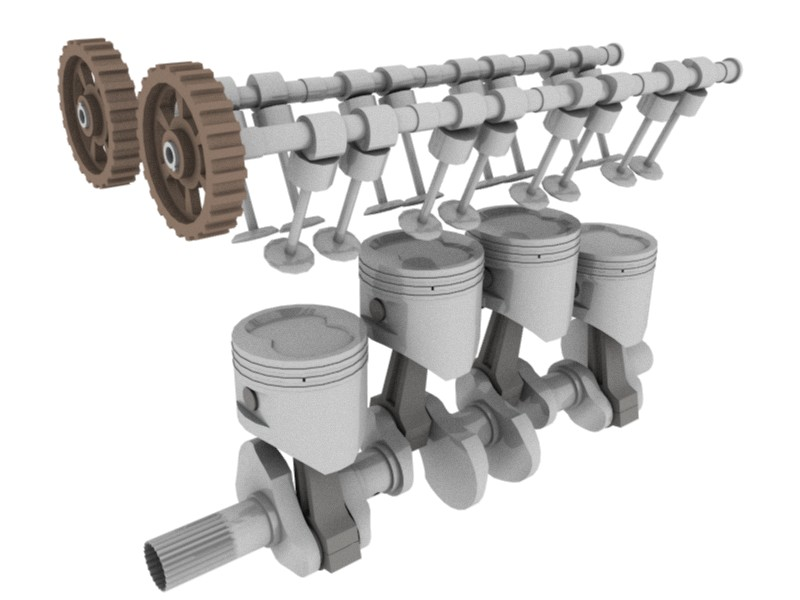
Distribuzione bialbero a 4 valvole per cilindro per motore quadricilindrico in linea

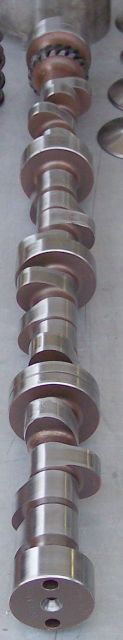
Albero a camme per motore o bancata quadricilindrici

L'albero a camme, nella meccanica, è un albero motore con parti eccentriche calettate, atto a trasmettere particolari leggi di moto agli elementi che vi sono a contatto. Nei motori a scoppio è l'albero responsabile della distribuzione su cui sono montati degli eccentrici, detti "camme", forzate su un tubo in acciaio cementato (generalmente acciaio 18NiCrMo5) o costituenti un tutt'uno forgiato o realizzati tramite idroformatura, che comandano l'apertura e la chiusura delle valvole. L'albero a camme si trova solo nel motore a 4 tempi sia benzina (accensione comandata) che diesel (accensione spontanea) ed in alcuni motori a due tempi unidirezionali.

## Albero a camme

Animazione rappresentante il funzionamento delle camme

L'albero a camme viene azionato dall'albero motore rispetto al quale ruota (nel motore a quattro tempi) a velocità angolare dimezzata e al quale è generalmente collegato tramite catena o cinghia. In alcuni motori il collegamento viene effettuato tramite meccanismi costituiti da una cascata di ingranaggi, alberelli con coppie coniche o coppia di bielle. 
Il profilo delle camme è caratterizzato da un'eccentricità più o meno marcata (alzo). La forma degli eccentrici è determinante ai fini delle prestazioni in quanto regola il diagramma di apertura, fasature e ampiezze, e anche ai fini della rumorosità in quanto regola l'impatto tra valvole e sedi delle stesse.
Nei motori attuali l'albero a camme è situato generalmente al di sopra della testata. Con tale disposizione prende il nome di "albero a camme in testa" e comanda le valvole mediante punterie a bicchiere. In altri motori l'albero a camme era situato lateralmente alla testata del motore.
A seconda del numero di valvole per cilindro e della disposizione dei cilindri ci possono essere più alberi a camme, anche se generalmente non superano i due per bancata (doppio albero a camme in testa). Altri sistemi prevedono prima delle valvole vari rimandi meccanici quali aste o bilancieri, sistemi comunque progressivamente abbandonati per il maggior numero di parti in movimento.

## L'importanza dell'albero a camme
Gli alberi a camme, dato che decidono quando e quanto devono aprirsi le valvole, sono di grande importanza per le prestazioni dei motori. Il variatore della fase di distribuzione, infatti, posto di norma su entrambi i lati, permette di variare il tempo di apertura della valvola. Aumentandolo, si ha un maggiore riempimento della camera di combustione con conseguente aumento di potenza e coppia motrice. 
La variazione della fase di scarico, invece, permette di aumentare l'incrocio valvole, ovvero la fase in cui sono aperte contemporaneamente (dopo lo scoppio della miscela) sia le valvole di aspirazione sia quelle di scarico, in modo che i gas incombusti vengano espulsi dalla camera grazie all'entrata della nuova miscela. In questa fase si perde una piccola percentuale di miscela, ma il vantaggio che se ne ricava è un forte lavaggio della camera di combustione, che così ad ogni scoppio è sempre "pulita" e raffreddata a dovere.
Se a questo associamo anche il variatore d'alzata, che modifica l'escursione in millimetri della valvola, otteniamo un motore in grado di erogare più di 100 cv/l.
Queste ultime considerazioni ci fanno capire quanto sia importante l'albero a camme, un elemento tante volte trascurato, tuttavia uno dei primi su cui si va ad agire quando si vuole aumentare la potenza di un motore in modo meccanico e non elettronico.

## Messa in fase dell'albero a camme
L'albero a camme può essere messo in fase tramite sistemi diversi:
- fori asolati, i fori presenti sull'ingranaggio da accoppiare sull'albero sono asolati, in modo da poter variare facilmente e velocemente la fasatura;
- chiavetta di Woodruff sfalsata, l'ingranaggio viene accoppiato tramite questa chiavetta, oppure ogni lobo è provvisto di una chiavetta propria;
- nonio o verniero, prevede l'unione dell'albero all'ingranaggio tramite dei fori presenti su entrambi, ma che hanno numero diversi tra loro (20 a 19, ecc...)